# Matchbox Twenty
Matchbox Twenty (oprindeligt stavet Matchbox 20) er et amerikansk rockband dannet i Orlando i 1995. Gruppen består i dag af Rob Thomas (forsanger, klaver), Paul Doucette (guitar, vokal), Brian Yale (bas guitar), Kyle Cook (guitar, vokal) og Ryan MacMillan (trommer, percussion).
Matchbox Twenty opnåede international berømmelse med deres debutalbum, Yourself or Someone Like You (1996), der blev certificeret 12× Platin (diamant) i USA og multi-platin i Australien, Canada og New Zealand: Deres andet album, Mad Season, blev udgivet i 2000, og det nåede ind i top 3 på Billboard 200 og blev certificeret 4× Platin i USA. Deres tredje album, More Than You Think You Are, blev udgivet i 2002, og blev kun certificeret 2× Platin i USA, på trods af at flere af singlerne blev spillet meget i radioen. Instruktøren Bill Draheim filmede bandet mens de indspillede More Than You Think You Are til en dokumentar kaldet "Theresville", som blev gjort tilgængelig online.
Bandet valgte at holde pause i i 2004 efter rytmeguitaristen Adam Gaynors forlod gruppen. Som et resultat deraf overtog Paul Doucette rollen som rytmeguitarist, da gruppen blev gendannet i 2007. De udgav et opsamlingsalbum, Exile on Mainstream, der blev certificeret guld i USA. Efter udgivelsen turnerede gruppen for at promovere albummet. Matchbox Twenty tog endnu en pause mens Rob Thomas startede en succesfuld solokarriere, men de blev genforenet i 2010. De udgav herefter deres fjerde album, North, den 4. september, 2012 der debuterede som nummer 1 på Billboard 200.

## Medlemmer
| - Rob Thomas – forsanger, rytmeguitar, keyboard (1995-nu) - Kyle Cook – lead guitar, baggrundsvokal (1995-2016, 2017-nu) - Brian Yale – bas (1995-nu) - Paul Doucette – trommer (1995-2007, 2010-2012); rytmeguitar, baggrundsvokal (2007-2008, 2012-nu); Nuværende tour-meldemmer - Matt Beck – rytmeguitar, keyboard (2007-present) - Stacy Jones – trommer (2012-present) | Tidligere medlemmer - Adam Gaynor – rytmeguitar, baggrundsvokal (1995-2004) Tidligere tour-medlemmer - Joey Huffman – keyboard (1998) - Ryan MacMillan – trommer (2007-2008) |

## Diskografi

### Albums
- Yourself or Someone Like You (1996)
- Mad Season (2000)
- More Than You Think You Are (2002)
- North (2012)
- Where the Light Goes (2023)

### Singler
| Udgivelsesår | Single                | Peak chart positions | Peak chart positions | Peak chart positions | Peak chart positions | Peak chart positions | Peak chart positions | Peak chart positions | Peak chart positions | Peak chart positions | Peak chart positions | Certificering | Album                        |
| Udgivelsesår | Single                | US                   | US Alt               | US Main              | US Adult             | US Pop               | CAN                  | CAN Alt              | UK                   | AUS                  | NZ                   | Certificering | Album                        |
| ------------ | --------------------- | -------------------- | -------------------- | -------------------- | -------------------- | -------------------- | -------------------- | -------------------- | -------------------- | -------------------- | -------------------- | ------------- | ---------------------------- |
| 1996         | "Long Day"            | —                    | —                    | 8                    | —                    | —                    | 43                   | 18                   | —                    | 83                   | —                    |               | Yourself or Someone Like You |
| 1997         | "Push"                | 5[A]                 | 1                    | 4                    | 6                    | 3                    | 6                    | 4                    | 38                   | 8                    | —                    |               | Yourself or Someone Like You |
| 1997         | "3 a.m."              | 3[A]                 | 3                    | 2                    | 1                    | 2                    | 1                    | 1                    | 64                   | 31                   | —                    |               | Yourself or Someone Like You |
| 1998         | "Real World"          | 38                   | 13                   | 17                   | 3                    | 4                    | 5                    | 8                    | 119                  | 40                   | —                    |               | Yourself or Someone Like You |
| 1998         | "Back 2 Good"         | 24                   | —                    | —                    | 4                    | 8                    | 11                   | —                    | —                    | —                    | —                    |               | Yourself or Someone Like You |
| 1998         | "Girl Like That"      | —                    | —                    | —                    | —                    | —                    | —                    | —                    | —                    | —                    | —                    |               | Yourself or Someone Like You |
| 2000         | "Bent"                | 1                    | 16                   | 24                   | 1                    | 1                    | 1                    | 1                    | —                    | 19                   | 20                   | US: Guld      | Mad Season                   |
| 2000         | "If You're Gone"      | 5                    | —                    | —                    | 1                    | 4                    | 27                   | —                    | 50                   | 18                   | 12                   |               | Mad Season                   |
| 2000         | "Crutch"              | —                    | —                    | —                    | —                    | —                    | —                    | 14                   | —                    | —                    | —                    |               | Mad Season                   |
| 2001         | "Mad Season"          | 48                   | —                    | —                    | 5                    | 20                   | —                    | —                    | —                    | 42                   | 34                   |               | Mad Season                   |
| 2001         | "Angry"               | —                    | —                    | —                    | —                    | —                    | —                    | —                    | —                    | —                    | —                    |               | Mad Season                   |
| 2001         | "Last Beautiful Girl" | 113                  | —                    | —                    | 20                   | —                    | —                    | —                    | —                    | —                    | —                    |               | Mad Season                   |
| 2002         | "Disease"             | 29                   | —                    | —                    | 4                    | 21                   | —                    | —                    | 50                   | 31                   | —                    |               | More Than You Think You Are  |
| 2003         | "Unwell"              | 5                    | —                    | —                    | 1                    | 3                    | —                    | —                    | —                    | 12                   | 8                    | US: Guld      | More Than You Think You Are  |
| 2003         | "Feel"                | —                    | —                    | —                    | —                    | —                    | —                    | —                    | —                    | —                    | —                    |               | More Than You Think You Are  |
| 2004         | "Bright Lights"       | 23                   | —                    | —                    | 2                    | 15                   | —                    | —                    | —                    | 26                   | 48                   |               | More Than You Think You Are  |
| 2004         | "Downfall"            | —                    | —                    | —                    | 27                   | —                    | —                    | —                    | —                    | —                    | —                    |               | More Than You Think You Are  |
| 2004         | "All I Need"          | —                    | —                    | —                    | —                    | —                    | —                    | —                    | —                    | 32                   | —                    |               | More Than You Think You Are  |
| 2007         | "How Far We've Come"  | 11                   | —                    | —                    | 3                    | 14                   | 4                    | —                    | 157                  | 7                    | 11                   | US: Platinum  | Exile on Mainstream          |
| 2008         | "All Your Reasons"    | —                    | —                    | —                    | —                    | —                    | —                    | —                    | —                    | 34                   | —                    |               | Exile on Mainstream          |
| 2008         | "These Hard Times"    | 112                  | —                    | —                    | 7                    | 40                   | —                    | —                    | —                    | —                    | —                    |               | Exile on Mainstream          |